# フェラミスタ
フェラミスタ (Ferramistor)は、かつて利用された磁気増幅器の一形式。

## 概要
フェライトコアを利用して2MHz付近の周波数領域まで使用できた。作動原理は普通の磁気増幅器と大差ないものの、磁心にフェライトコアを使用するので任意の形状に成形することが可能で性質の異なる2種のコアを組合せることが比較的容易であることからその性能の選択が比較的自由に求められるので利用範囲が広い。フェラミスタにはトランジェント形とパーマネント形の二形式がある。
1960年代初頭には高周波増幅器フェラミスタは劣化も消耗性もなく寿命が長く、信頼性が高かったので真空管やトランジスタに匹敵する新回路素子として期待されたが、その後の半導体の急速な改良、低価格化により、廃れた。
半導体とは異なり、電子妨害や耐放射線性には優れているので近年改良が著しいMEMSの技術を応用すれば活路を見出せる可能性がある。

### 長所
- 真空管よりも大幅に価格が安い。
- リレーと比べて高速動作が可能。
- 真空管や初期のトランジスタよりも動作が安定していた。
- フェライトコアは焼き物なので、物理的にも壊れにくい。
- 放射線によるエラーが起きにくい。

### 短所
- トランジスタよりも消費電力が大きい。
- 同時代のトランジスタよりも低速だった。
- 発熱量が大きく、周波数を上げるとコアが加熱して磁性が変化するため、動作に悪影響をもたらす。
- 小型化するとまともに機能しなくなるため、微細加工技術を用いた集積化が困難。

## トランジェント形フェラミスタ
トランジェント形フェラミスタでは磁心に用いられる材質は約7エルステッドで十分飽和する著しい非直線導磁率特性を持ったコアで非直線導磁率特性のみを用いて制御電流に比例した特性の変化を利用する。
構造はフェライトリングコア(非直線導磁率特性)の一部に穴が開けられており、この穴を通して信号コイルがトロイド状磁束を作るように巻かれていて、信号コイルの磁界は局部的に二つの穴の周囲にのみ生成されるようになっている。また制御コイルはこのリングコア全体に磁束を通すように巻かれている。次にこれらのコイルを高周波電源、信号コイル、負荷と直列に接続して制御コイルに制御信号が供給されるようにしておく。制御コイルに十分飽和するだけの電流を流すと信号コイルのインダクタンスを400:1まで変化させることが可能で、負荷に流れる電流を大幅に変化させることができる。またインダクタンスの変化により負荷に流れる電流の位相制御を行なうことができる。

## パーマネント形フェラミスタ
パーマネント形では非直線導磁率特性と矩形ヒステリシス特性を持つコアを利用して制御状態の記憶特性をも利用できる。
信号コイルの接続はトランジェント形と同様にセットコイル、リセットコイルにはそれぞれセット信号、リセット信号を与えるようにしておく。セットコイルに閾値以上の波高値を有する信号を印加すると矩形ヒステリシスコアは着磁され、信号が消失した後も残留磁束のために信号コイルは低インピーダンスにセットされた状態を維持する。次にリセットコイルに前記同様の信号を与えれば矩形ヒステリシス磁心に着磁された磁気回路を中断するような磁束がリセットコイルの穴の周囲に生成されるのでセット信号による状態の記憶は失われ、信号コイルは高インピーダンスの状態に戻る。このようにパーマネント形は一度セットまたはリセットされるとその状態を維持するために電力を必要とせず信号コイルで非破壊の記憶読取りができる。

## 用途
- 自動制御
- 計数装置